# Conocarpus
Conocarpus L.é um género botânico pertencente à família Combretaceae.
A espécie-tipo é Conocarpus erectus L., descrita em 1753.

## Sinonímia
- Rudbeckia Adans.

## Espécies
| - Conocarpus acuminatus Roxb. ex DC. - Conocarpus acutifolius Humb. & Bonpl. ex Roem. & Schult. - Conocarpus erectus L. - Conocarpus hirtus - Conocarpus lanceolatus - Conocarpus lancifolius Engl. & Diels - Conocarpus latifolius - Conocarpus leiocarpus DC. - Conocarpus monocarpus - Conocarpus myrtifolius | - Conocarpus niloticus - Conocarpus novae-zeylandiae - Conocarpus parvifolius - Conocarpus procumbens L. - Conocarpus pubescens Schumach. - Conocarpus racemosus L. - Conocarpus schimperi - Conocarpus sericea G. Don - Conocarpus sericeus - Conocarpus supinus Crantz |

- Lista completa

## Classificação do gênero
| Sistema | Classificação                      | Referência               |
| ------- | ---------------------------------- | ------------------------ |
| Linné   | Classe Pentandria, ordem Monogynia | Species plantarum (1753) |